# أبي سكر
أُبَيّ سكر (8 سبتمبر 1982) هو مهندس صوتي سوري - أمريكي.

## حياته ونشأته
مواليد (8 سبتمبر 1982) عملَ لدى قناة سبيستون ومركز الزهرة.
تخرج من المعهد المتوسط للطباعة والنشر في دمشق-سوريا عام 2003، ثم سافر لأمريكا وحصل على شهادة هندسة صوت من مركز LARS في هوليوود عام 2005 .
حاصل على دبلوم في هندسة التسجيل من Los Angeles Recording School عام 2005.

## مسيرته
عمل في مركز الزهرة التابع لقناة سبيس تون بالبداية من عام 2000 إلى عام 2001، وخلال فترة 2001 و2003 كان يعمل في سبيستون وتايغر برودكشن سويا، ثم عاد مرة أخرى عام 2006 إلى عام 2010 وأصبح مدير قسم الصوت.
ويعتبر من كبار مهندسي الصوت حيث قام بمكسجة، تسجيل وحتى غناء عديد الشارات والأغاني لصالح مركز الزهرة وقناة سبيس تون.
ساهم في مشروع راديو سبيس تون وكان المتحدث الرسمي باسم مستر راديو، حيث أجرى مقابلات صوتية مع الفنانين أمثال سمر كوكش، رشا رزق، ومأمون الرفاعي عام 2012 .
كان مديرا لقسم الصوت في سبيس تون برودكشن 2005-2010 حيث كان يقوم بالمؤثرات الصوتية والتسجيل والمكساج لفواصل وبروموشن سبيس تون وسبيس باور قبل أن يستلم المهمة منه الفنان محمد العربي طرقان.
و ساهم بشكل أساسي مع فريق الصوت في سبيس باور في إعداد الهوية الصوتية.
كما أنه لديه مشاركات عديدة في منتديات عشاق الزهرة.
كما ساهم في تأسيس الإذاعة الاخباريه السورية راديو الكل وعمل مهندسا للصوت بها من عام 2012 إلى 2014 في إسطنبول.
```
.
```

أسس شركة Audio-Blast منذ عام 2004 . وهي شركة إنتاج صوتي متخصصة في هندسة الصوت والإنتاج الصوتي والموسيقي. تقوم أيضا بتقديم تدريب احترافي في مجال الصوت.
شارك في برنامج قمرة بمشاركة تحمل اسم الأرض كإنسان - Earth as human عام 2016 حيث قام بالهندسة الصوتية.
أنشأ مع مجموعة من المختصين قناة كرزة على موقع اليوتيوب المتخصصة في أغاني الأطفال التعليمية باللغة العربية الفصحى.
له مساهمات للاجئين وناشط في مجال الحقوق المدنية.
حصل فيلم Cloud くも Kumo الذي شارك فيه كمهندس صوتي ومؤثرات صوتية على الجائزة الفضية من فئة Alternative لجوائز الأكاديمي للطلاب
Student Academy Award عام 2016 بأمريكا.
كما حاز فيلم الواقعية أفضل الذي شارك فيه على الجائزة الأولى في فئة الأفلام القصيرة للطلاب في مهرجان الخليج السينمائي عام 2017

### مسيرته فيسبيستون
بدأ العمل في سبيستون عندما كان في 17 من عمره، وكان أول عمل له هو الضاحكون حيث غنى رنوا السندانات ودعم الكورال كذلك لبقية الأغاني، ومن ثم توالت إنجازاته وأعماله داخل مركز الزهرة وخارجه.

## أعماله في سبيستون
| العمل                                         | المهمة                       | ملاحظات                        |
| --------------------------------------------- | ---------------------------- | ------------------------------ |
| أجنحة كاندام                                  | تسجيل الشارة                 |                                |
| المحقق كونان (ج5 ، ج6 ، ج7، ج8)               | تسجيل الشارة                 |                                |
| أغاني الصغار ج1                               | تسجيل الشارة                 | مع سمير قصيباتي وسامر أبو عسلي |
| فلم قصة جعفر (دبلجة الزهرة)                   | تسجيل الشارة                 | مع سمير قصيباتي                |
| رينبو فيش (وأغانيه الداخلية)                  | تسجيل الشارة                 |                                |
| بيدا بول ج1، ج2                               | تسجيل الشارة                 |                                |
| بي بليد ج2                                    | مكساج الشارة                 |                                |
| توب بليت                                      | مكساج الشارة                 |                                |
| فلم خيط الحياة (تايجر برودكشن)                | مكساج الشارة                 |                                |
| بلازينغ تينز                                  | تسجيل + مكساج                |                                |
| غراند سيزر                                    | تسجيل + مكساج                |                                |
| إيروكا (32 أغنية)                             | تسجيل + مكساج                |                                |
| شهد والأبطال                                  | تسجيل + مكساج                |                                |
| أغنية أبي                                     | تسجيل + مكساج                |                                |
| السائق                                        | تسجيل + مكساج                |                                |
| فلم سندريلا                                   | تسجيل + مكساج                |                                |
| ساموراي جاك (دبلجة مركز الزهرة)               | تسجيل + مكساج                |                                |
| بالديو                                        | تسجيل + مكساج                |                                |
| مرمر                                          | تسجيل + مكساج                |                                |
| التنانين المرحة                               | تسجيل + مكساج                |                                |
| ستروبيري شورت كيك                             | تسجيل + مكساج                |                                |
| بعض أغاني فلة                                 | تسجيل + مكساج                |                                |
| نجحت نجح نجحت نجحنا                           | تسجيل + مكساج                |                                |
| إيداتين جمب                                   | غناء                         | مع رشا رزق وزينة أمتيموس       |
| المحترفون                                     | غناء                         | مع أنس الدرقاوي وطارق طرقان    |
| رنوا السندانات (الضاحكون)                     | غناء                         |                                |
| دعم الكورال (في أغاني الضاحكون)               | غناء                         |                                |
| ما أجمل الأشياء ي الشتاء (مدينة المعلومات)    | غناء                         |                                |
| هل تعرفون الفرق (مدينة المعلومات)             | غناء                         |                                |
| إشارات المرور (الضوء الأحمر؛ مدينة المعلومات) | غناء                         |                                |
| السلم الموسيقي (مدينة المعلومات)              | غناء                         |                                |
| أحسن الصنع (مدينة المعلومات)                  | غناء                         |                                |
| المقامات(مدينة المعلومات)                     | غناء                         |                                |
| ما أطيب الطعام (مدينة المعلومات)              | غناء                         |                                |
| معلوماتي معلوماتي (مدينة المعلومات)           | غناء                         |                                |
| أبواب ونوافذ                                  | تسجيل + مكساج + مؤثرات صوتية |                                |
| فواصل وفقرات مدينة المعلومات                  | تسجيل + مكساج + مؤثرات صوتية |                                |
| الهوية الجديدة لسبيستون                       | تسجيل + مكساج + مؤثرات صوتية |                                |
| دمتم سالمين (تايجر برودكشن)                   | مؤثرات صوتية                 |                                |
| مدهش (تايجر برودكشن)                          | مؤثرات صوتية                 |                                |
| رود رانر الطائر السريع                        | تسجيل الشارة                 |                                |

## أعماله في سبيس باور
| تسجيل + مكساج        | تسجيل + مكساج + مؤثرات صوتية              |
| -------------------- | ----------------------------------------- |
| بلاك كات             | جزء من الهوية الصوتية لسبيس باور وفواصلها |
| ساموراي 7            |                                           |
| سيف النار            |                                           |
| Star Trek Enterprise |                                           |
| الله يا مولانا       |                                           |
| أشعر أني وحيد        |                                           |
| كم تبدو الدنيا أجمل  |                                           |
| جهزنا للتحدي         |                                           |
| أين المكان           |                                           |
| أيام الصغر           |                                           |

## أعماله في Audio-Blast
شركته أوديو-بلاست المتخصصة في الإنتاج الصوتي والتي أسسها منذ عام 2004، قد أنتج من خلالها الكثير من الأعمال (قرابة ال 45 عمل) والمشاريع المتعددة مثل مشروع ألبوم بسم الله، والذي يضم باقة من الأناشيد مثل راج ناداه، مولانا، قد أهل، سيدي. هذا الألبوم كان بالتعاون مع شركة استديونا.
| كليب نعم سأغني وأنشد شعرا                                                               | منتج منفذ، هندسة صوتية، تسجيل ومكساج |
| مسرحيةهجوم مسموم (من غناء: نور العربي، جان سمارة، شادي العلي، بسمة جبر، يمني أبو الدهب) | تسجيل وهندسة صوتية                   |
| إعلانات نيوبوي                                                                          | مؤثرات صوتية ومكساج                  |
| مولانا- Mawlana                                                                         | إنتاج موسيقي، تسجيل ومكساج           |
| راج ناداه- Rajen Nadah                                                                  | إنتاج موسيقي، تسجيل ومكساج           |
| قد أهل-Qad Ahalla                                                                       | هندسة صوتية                          |
| سيدي-Sayedi                                                                             | هندسة صوتية                          |
| اسمك وطن- Ismak Watan                                                                   | تسجيل ومكساج                         |
| الجامعة في أرقام-The University in Numbers                                              | هندسة صوتية ومكساج                   |
| أخطو حكاية (غناء رشا رزق)                                                               | مكساج                                |
| وثبة نحو القمة                                                                          | مؤثرات صوتية ومكساج                  |

## وصلات خارجية
- الإعلان الرسمي لفيلم Cloud くも Kumo .
- قناة كرزة Karazah Channel .